# Kerk van Kropswolde
De Kerk van Kropswolde is een 18e-eeuwse kerk in Kropswolde.  

## Bouwgeschiedenis
In de 14e eeuw werd al melding gemaakt van een kerk in Kropswolde. Deze maakte in 1773 plaats voor een zaalkerk met ingezwenkte steunberen. De oorspronkelijke losstaande toren werd destijds behouden.
In 1888 werd de middeleeuwse toren alsnog gesloopt en vervangen door een toren met ingesnoerde spits die tegen de kerk aan werd gebouwd. De toren heeft vier geledingen, een balustrade en wordt geleed door aan de onderzijde uitzwenkende lisenen. De luidklok, met een diameter van 85 cm, werd in 1888 vervaardigd door klokkengieterij Gebr. Van Bergen te Midwolda. Ook het mechanisch uurwerk werd door deze firma gemaakt.
In 1986 werden kerk en toren gerestaureerd. De huidige preekstoel werd daarbij in de kerk geplaatst. Deze 18e-eeuwse kansel met empire-motieven is afkomstig uit de in 1984 afgebroken kerk van Weiwerd. Klank- en rugbord zijn van jongere datum.
De kerk staat te midden van een kerkhof, waar ook het Erehof Kropswolde is gelegen.
De kerk werd in 1973 opgenomen in het monumentenregister. In 2005 werd de kerk overgedragen aan de Stichting Oude Groninger Kerken.

## Orgel
Omdat het kerkorgel uit 1977 niet voldeed, werd in 1991 een orgel aangekocht van een onderwijsinstelling in de stad Groningen. Dit eenklaviers instrument is in 1968 gebouwd door Jan Keijzer, de schoonzoon en compagnon van Ernst Leeflang. Het heeft een hoofdwerk en nevenwerk met acht registers en een aangehangen pedaal. Bijzonder is, dat de orgelkas van beschermende luiken is voorzien.